# Vale Soluções em Energia
A VSE - Vale Soluções em Energia, foi uma companhia controlada pela Vale, em parceria com o BNDES e a Sygma, e atua em pesquisa e produção de energia.
A VSE conta com um centro de desenvolvimento de produtos com 15 mil m² de área construída no Parque Tecnológico de São José dos Campos. Dentre os projetos que a empresa desenvolve, destaca-se a geração de energia elétrica a partir de etanol. A tecnologia, desenvolvida em conjunto com a scania, consiste em adaptar motores de caminhão para utilizar como combustível o etanol ou uma combinação de etanol com gás natural para gerar energia, ou para ser utilizado em outras aplicações como mover bombas e compressores em maquinários utilizados nas indústrias de mineração e agricultura.